# Shire (Śródziemie)

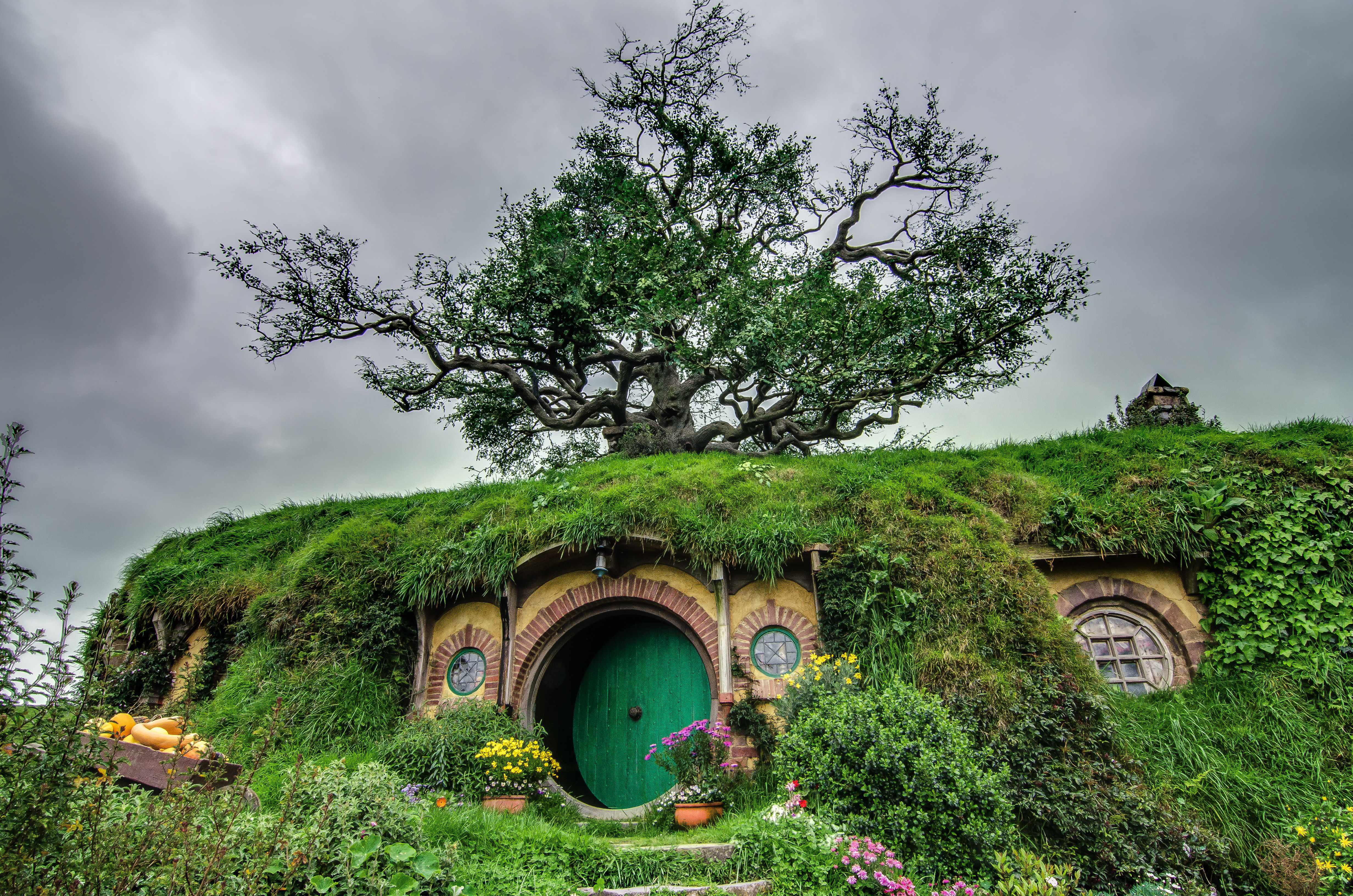
Matamata (Nowa Zelandia), miejsce planu filmowego Władcy Pierścieni Petera Jacksona

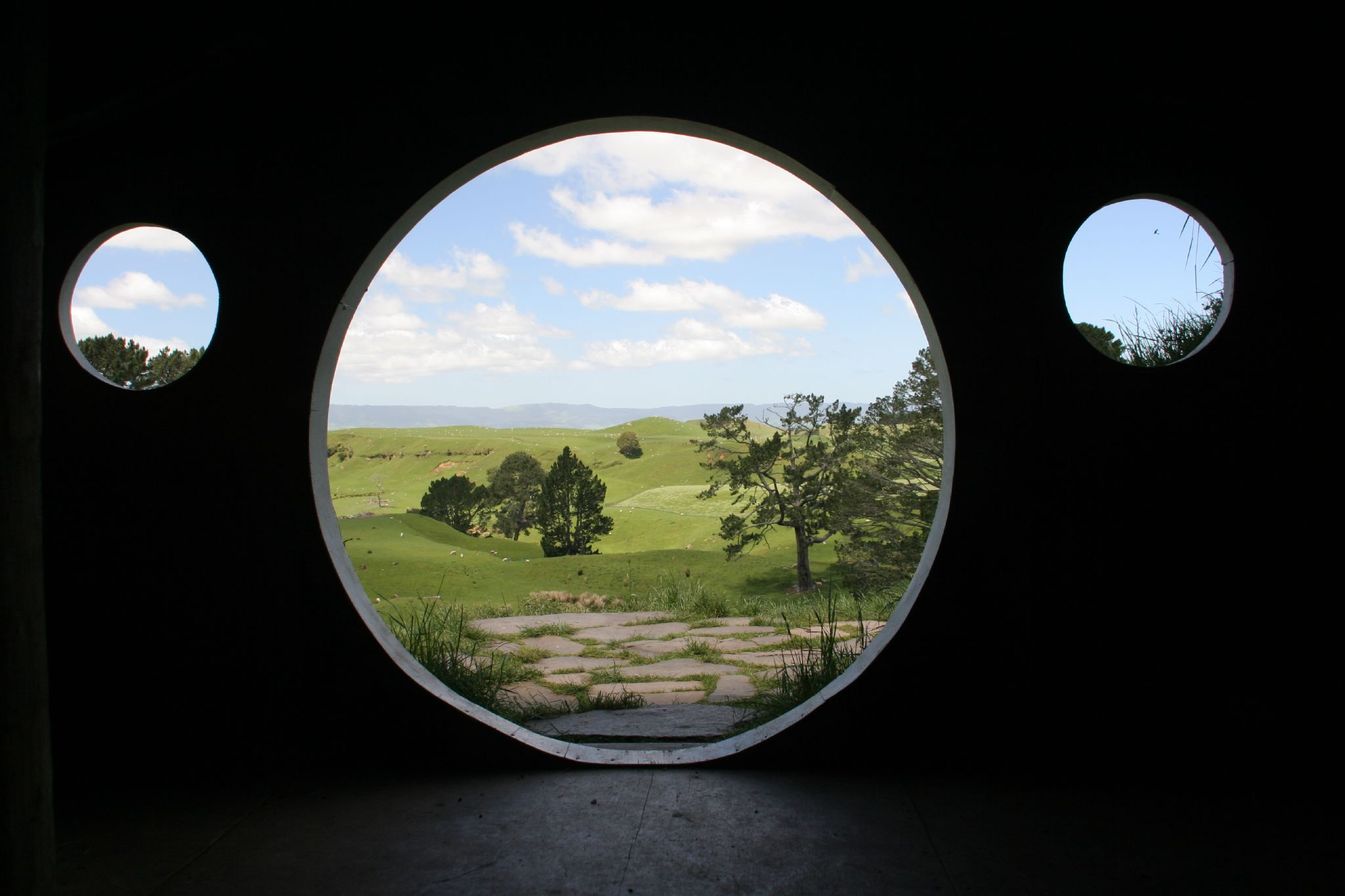
Widok z domu Hobbitów przez okrągłe drzwi wejściowe

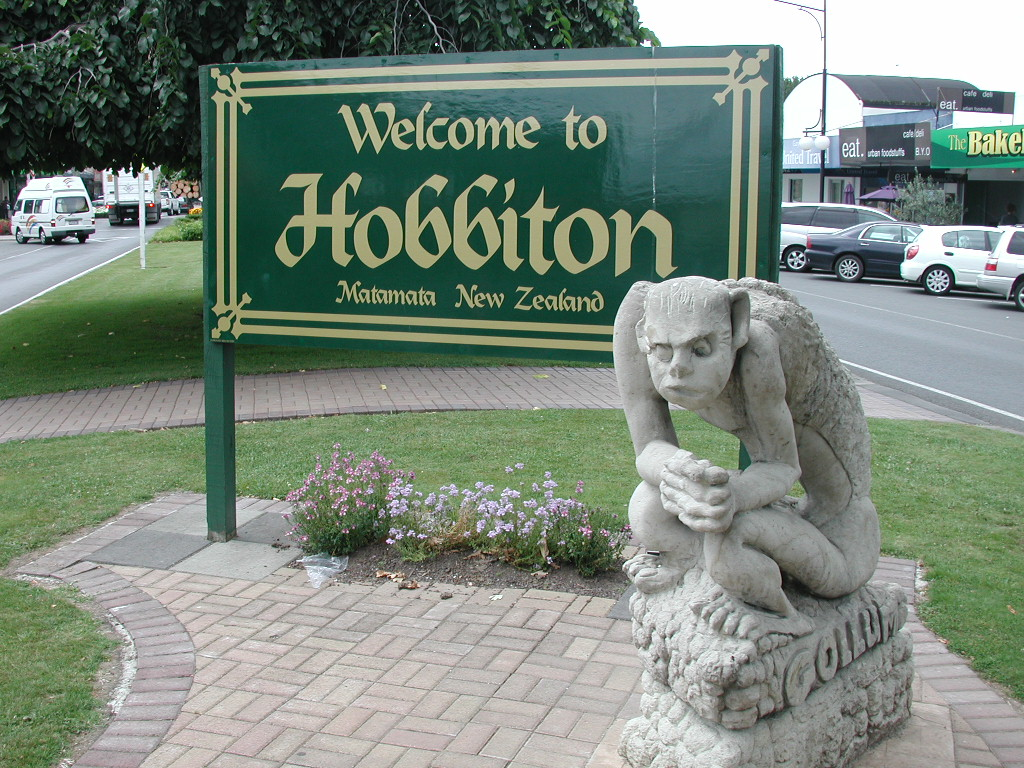
Tablica informacyjna w Matamata

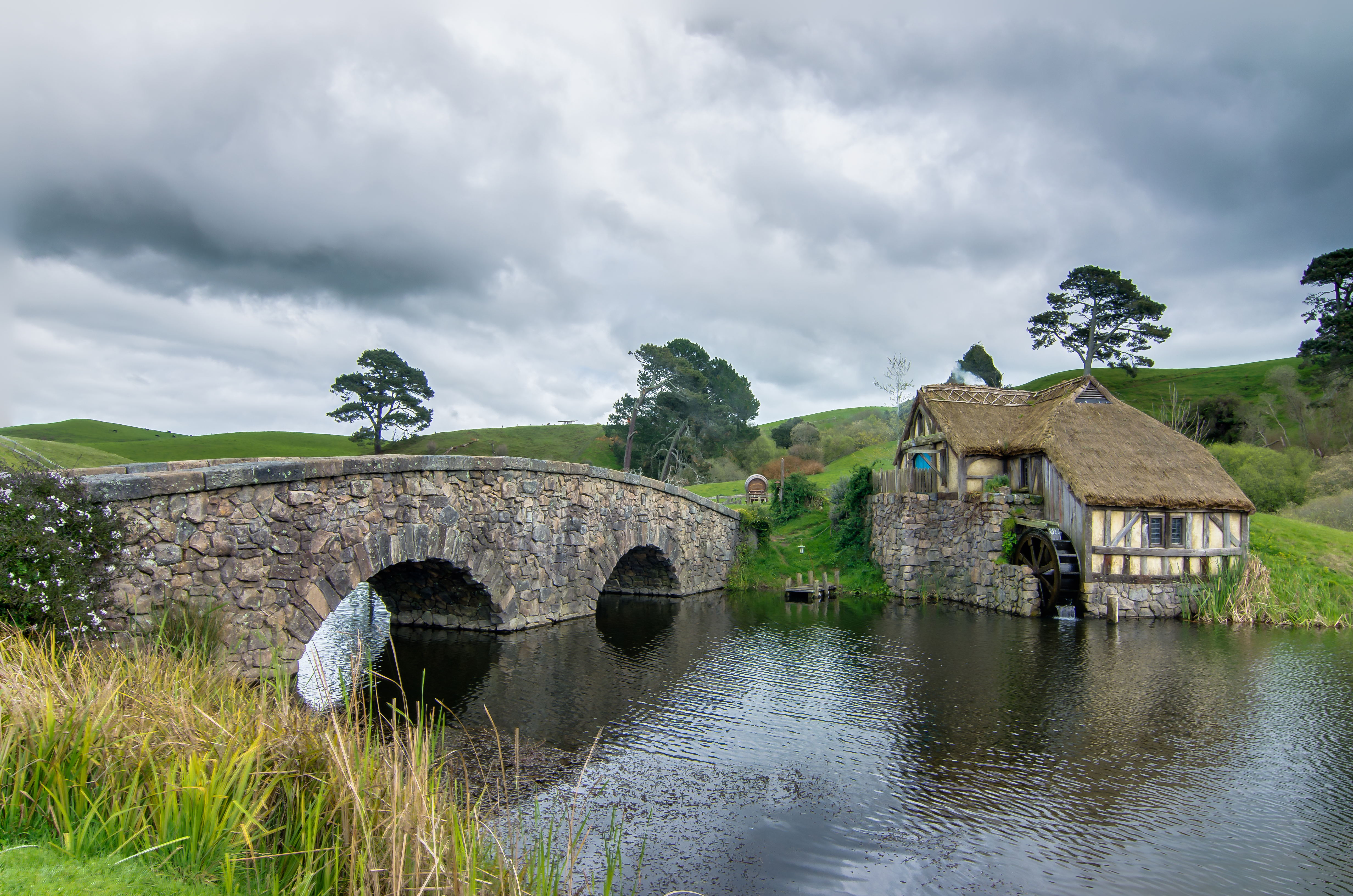
Most i młyn wodny

Shire (ang. hrabstwo) – region ze stworzonej przez J.R.R. Tolkiena mitologii Śródziemia zamieszkany przez hobbitów. Leżał w Eriadorze, w granicach Arnoru. Jego nazwa w westronie to Sûza.
W Shire toczyła się część akcji Hobbita oraz Władcy Pierścieni.
W pierwszej wersji tłumaczenia Władcy Pierścieni Jerzego Łozińskiego Shire przetłumaczone zostało jako Włość. W nowszych wydaniach tłumaczenia Łozińskiego, a także w tłumaczeniach Marii Skibniewskiej oraz Marii i Cezarego Frąców, zachowana została nazwa oryginalna.

## Historia
Shire zostało wydzielone w 1601 roku Trzeciej Ery przez króla Arthedainu, Argeleba II, który pozwolił osiedlić się tam hobbitom pod wodzą Marcha i Blanca. Do 1630 roku w granice Shire’u przybyła większość hobbitów.
Przez tysiąc czterysta lat istnienia kraiku było tylko kilka wydarzeń naruszających stabilizację: Wielka Zaraza, Bitwa na Zielonych Polach, Długa Zima, a po niej okres Chudych Lat, Sroga Zima i okres rządów Lotha Sackville-Bagginsa i Sarumana.
Shire leżało na szlaku Wielkiego Gościńca Wschodniego, lecz hobbici nie wykazywali zainteresowania tym, co działo się poza granicami ich kraju. Pod koniec Trzeciej Ery bezpieczeństwo hobbitów zapewniali Strażnicy Północy.

## Ustrój
W Shire uznawano władzę króla Arthedainu, dopóki ów kraj istniał. Po śmierci króla Arvedui i upadku Arthedainu władzę królewską miał zastępować dziedziczny than. Z czasem urząd ten stracił znaczenie, a zyskał je burmistrz Michel Delving (zwany burmistrzem Shire), zwierzchnik poczty i policji. Wybierano go na siedem lat w czasie Wolnego Jarmarku. Nosił on tytuły poczmistrza i pierwszego szeryfa oraz przewodniczył bankietom. W 14 roku Czwartej Ery burmistrz, Dziedzic Bucklandu i than zostali członkami Rady Arnoru. W tym czasie burmistrzem był Samwise Gamgee, Dziedzicem Bucklandu – Meriadok Brandybuck, thanem zaś – Peregrin I Tuk.

## Geografia
Robert Foster w swojej Encyklopedii Śródziemia podaje, że powierzchnia Shire wynosiła około 18 tysięcy mil kwadratowych (około 46600 kilometrów kwadratowych). Przez dłuższy czas granice Shire’u wyznaczały Brandywina i Dalekie Wzgórza.
W tym okresie Shire dzieliło się na cztery Ćwiartki (ang. Farthings). Punkt, w którym spotykały się granice Południowej, Wschodniej i Zachodniej, wyznaczał  Kamień Trzech Ćwiartek (ang. Three-Farthing Stone), stojący mniej więcej pośrodku Shire’u, przy Gościńcu Wschodnim.
Z powodu przeludnienia w 2340 roku Trzeciej Ery Oldbuckowie z Moczarów przekroczyli Brandywinę i osiedli w Bucklandzie. W 32 roku Czwartej Ery król Arnoru Elessar do Shire przyłączył Buckland, zwany odtąd Marchią Wschodnią, i Marchię Zachodnią, rozciągającą się od Dalekich po Wieżowe Wzgórza.
W 17 roku Czwartej Ery król Elessar wydał dekret zakazujący ludziom wstępu na obszar Shire’u, które miało być wolnym krajem pod jego protektoratem.

## Shire w kulturze
Shire zostało ukazane w ekranizacjach Władcy Pierścieni (w filmach Władca Pierścieni: Drużyna Pierścienia i Władca Pierścieni: Powrót króla) oraz Hobbita.
Shire jest także przedstawiane na ilustracjach m.in. Teda Nasmitha, Johna Howe’a, czy Alana Lee.